# Guanozyno-5′-trifosforan
Guanozyno-5′-trifosforan (GTP) – organiczny związek chemiczny, rybonukleotyd purynowy pełniący funkcję przenośnika energii w komórce. Pełni podobne funkcje do adenozynotrifosforanu (ATP), zawiera dwa wiązania wysokoenergetyczne. GTP bierze udział w reakcjach fosforylacji, a także dostarcza energię w procesie translacji oraz transkrypcji. Powstaje w cyklu Krebsa.